# Jordan Guehaseim
Jordan Guehaseim (né le 16 juin 1997 à Montpellier) est un athlète français, spécialiste du lancer du disque.

## Biographie
Jordan Guehaseim est le frère cadet de Jessika Guehaseim dont la spécialité est le lancer du marteau. Champion de France cadet 2014, champion de France junior 2015 et 2016, il remporte le titre « élite » à l'occasion des championnats de France 2017, quelques jours après avoir remporté le titre espoir.
Ami du vidéaste web et du streamer Pauleta (PFUT) il deviendra un de ses modérateurs et se lancera ainsi sur Twitch sous le pseudonyme de « FleyoTV ». Il fut également le « garde du corps » de Pauleta (PFUT) dans le cadre du Montpellier Stream Show.

## Palmarès
- Championnats de France d'athlétisme :
  - vainqueur du lancer du disque en 2017

## Records
| Épreuve          | Performance | Lieu | Date         |
| ---------------- | ----------- | ---- | ------------ |
| Lancer du disque | 68,51 m     | Alès | 21 juin 2025 |